# Orsinome
Orsinome is een geslacht van spinnen uit de  familie van de Tetragnathidae (Strekspinnen).

## Soorten
- Orsinome armata Pocock, 1901
- Orsinome cavernicola (Thorell, 1878)
- Orsinome daiqin Zhu, Song & Zhang, 2003
- Orsinome diporusa Zhu, Song & Zhang, 2003
- Orsinome elberti Strand, 1911
- Orsinome jiarui Zhu, Song & Zhang, 2003
- Orsinome lagenifera (Urquhart, 1888)
- Orsinome listeri Gravely, 1921
- Orsinome lorentzi Kulczynski, 1911
- Orsinome marmorea Pocock, 1901
- Orsinome monulfi Chrysanthus, 1971
- Orsinome phrygiana Simon, 1901
- Orsinome pilatrix (Thorell, 1878)
- Orsinome sarasini Berland, 1924
- Orsinome trappensis Schenkel, 1953
- Orsinome vethi (Hasselt, 1882)
- Orsinome vorkampiana Strand, 1907